# Stazione di Cappella-Agnuzzo
La stazione di Cappella-Agnuzzo è una stazione ferroviaria della linea Lugano-Ponte Tresa a servizio delle località di Cappella di Viglio e di Agnuzzo, nel territorio comunale di Collina d'Oro.

## Storia
La stazione fu aperta negli anni Cinquanta dopo l'urbanizzazione di alcune località di campagna attorno a Lugano: si raddoppiò il binario e si costruì un piccolo fabbricato viaggiatori che funzionò sia come biglietteria sia come bar. La patente per il servizio di mescita fu mantenuta dalla FLP, grazie anche alla presenza di un pensionato che funse da gerente e capostazione, fino al 31 dicembre 1975, quando fu fatta decadere su insistenza dell'autorità cantonale a causa della precarietà dei locali.
Nel 1976, si procedette alla demolizione del piccolo fabbricato per allargare il raddoppio allo scopo di migliorare il servizio ferroviario.
Nel novembre 2005 iniziarono i lavori di rinnovo e di potenziamento per consentire l'introduzione dell'orario cadenzato, con frequenze di quindici minuti, su tutta la linea. Per la stazione di Cappella-Agnuzzo si trattò di raddoppiare il binario di circa 500 m e di sistemare i parcheggi; il costo fu stimato in circa 4 milioni di franchi. I lavori proseguirono per quasi due anni; la cerimonia inaugurale si tenne il 22 settembre 2007.

## Strutture e impianti
Il piazzale è composto dal binario di corsa della linea ferroviaria e da uno di raddoppio. Entrambi i binari sono serviti da marciapiedi, coperti parzialmente da pensiline.

## Movimento
Cappella-Agnuzzo è servita dai treni della linea S60 della rete celere ticinese, cadenzati con frequenza di quindici minuti, nei giorni feriali, e di trenta, in quelli festivi.

## Servizi
- Biglietteria automatica

## Interscambi
- Fermata autobus